# Anna Maria Teresa av Lothringen
Anna Maria Teresa av Lothringen (franska: Anne Marie Thérèse de Lorraine), född 30 juli 1648, död 1661, var en monark inom det tysk-romerska riket som regerande fursteabbedissa av den självstyrande klosterstaten Remiremont i Frankrike. 